# S Librae
S Librae är en pulserande variabel av Mira Ceti-typ (M) i stjärnbilden Vågen. 
Stjärnan varierar mellan visuell magnitud +8,0 och 12,8 med en period av 192 dygn.